# Herbert Vaughan

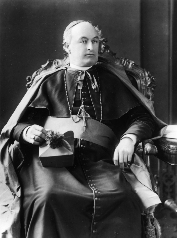
Herbert Kardinal Vaughan

Herbert Kardinal Vaughan (* 15. April 1832 in Gloucester, England; † 19. Juni 1903 in Mill Hill, England) war ein Kardinal der römisch-katholischen Kirche, Erzbischof von Westminster und Gründer der Missionsgesellschaft vom hl. Joseph von Mill Hill.

## Leben

### Herkunft und frühe Jahre
Herbert Vaughan war der älteste Sohn von acht Söhnen und fünf Töchter des Oberstleutnants John Francis Vaughan und dessen Ehefrau Eliza Rolls. Sechs Söhne wurden Priester, wovon insgesamt drei die Bischofsweihe erhielten, Roger wurde Erzbischof von Sydney (Australien); John Francis wurde Titularbischof von Sebastopolis in Armenien und Weihbischof in Salford; Bernard wurde durch religiöse Schriften bekannt. Die fünf Schwestern gingen in Frauenklöster und wurden Ordensschwestern. Sein Onkel war der Bischof von Plymouth William Vaughan.
Seine Schulausbildung begann 1841 im Kolleg der Jesuiten in Stonyhurst, 1847 wechselte er in das Kolleg der Jesuiten in Brugelette in Belgien. Sein Studium begann er 1850 in der Benediktinerabtei Downside, (England) und setzte es von 1851 bis 1854 in Rom am Collegio Romano fort.

### Kirchliche Laufbahn
Am 28. Oktober 1854 erpfing er die Priesterweihe und übernahm ab 1855 die Funktion des stellvertretenden Präsidenten am St. Edmund College. Von 1861 bis 1865 unternahm er Missionsreisen nach Panama, Kolumbien, in die Vereinigten Staaten von Amerika, nach Peru, Chile und Brasilien. Nach seiner Rückkehr nach Mill Hill begann er mit der Gründung und dem Aufbau der Missionsgemeinschaft vom hl. Joseph von Mill Hill und war von 1866 bis 1903 deren Ordensoberer. Von 1866 bis zu seinem Tode unternahm er weitere Missionsreisen in den Süden der USA. 1871 wurde er Herausgeber der katholischen Wochenzeitschrift The Tablet.
Am 27. September 1872 wurde Vaughan zum Bischof von Salford ernannt. Die Bischofsweihe spendete ihm am 28. Oktober 1872 Kardinal Henry Edward Manning; Mitkonsekratoren waren Thomas Joseph Brown, Bischof von Newport und Menevia, und Robert Cornthwaite, Bischof von Beverley. Seine Ernennung zum Erzbischof von Westminster erfolgte am 8. April 1892 und die Erhebung in den Stand eines Kardinals am 16. Januar 1893 als Kardinalpriester mit der Titelkirche Santi Andrea e Gregorio al Monte Celio. In dieser Zeit war er maßgebend am Bau der Westminster-Kathedrale beteiligt.

### Der Disput mit St. George Mivart
Als St. George Mivart Anfang 1900 in zwei Artikeln erneut seine Ansichten über die Hölle äußerte und einen Gott, der einen solchen Ort der Qualen erschaffen hätte, als einen schlechten Gott bezeichnete, wurde er nach einer kurzen Kontroverse mit Kardinal Vaughan am 18. Januar 1900  exkommuniziert. Hieraus ergab sich die Veröffentlichung des Buches über die Korrespondenz zwischen Mivart und Vaughan.

### Tod

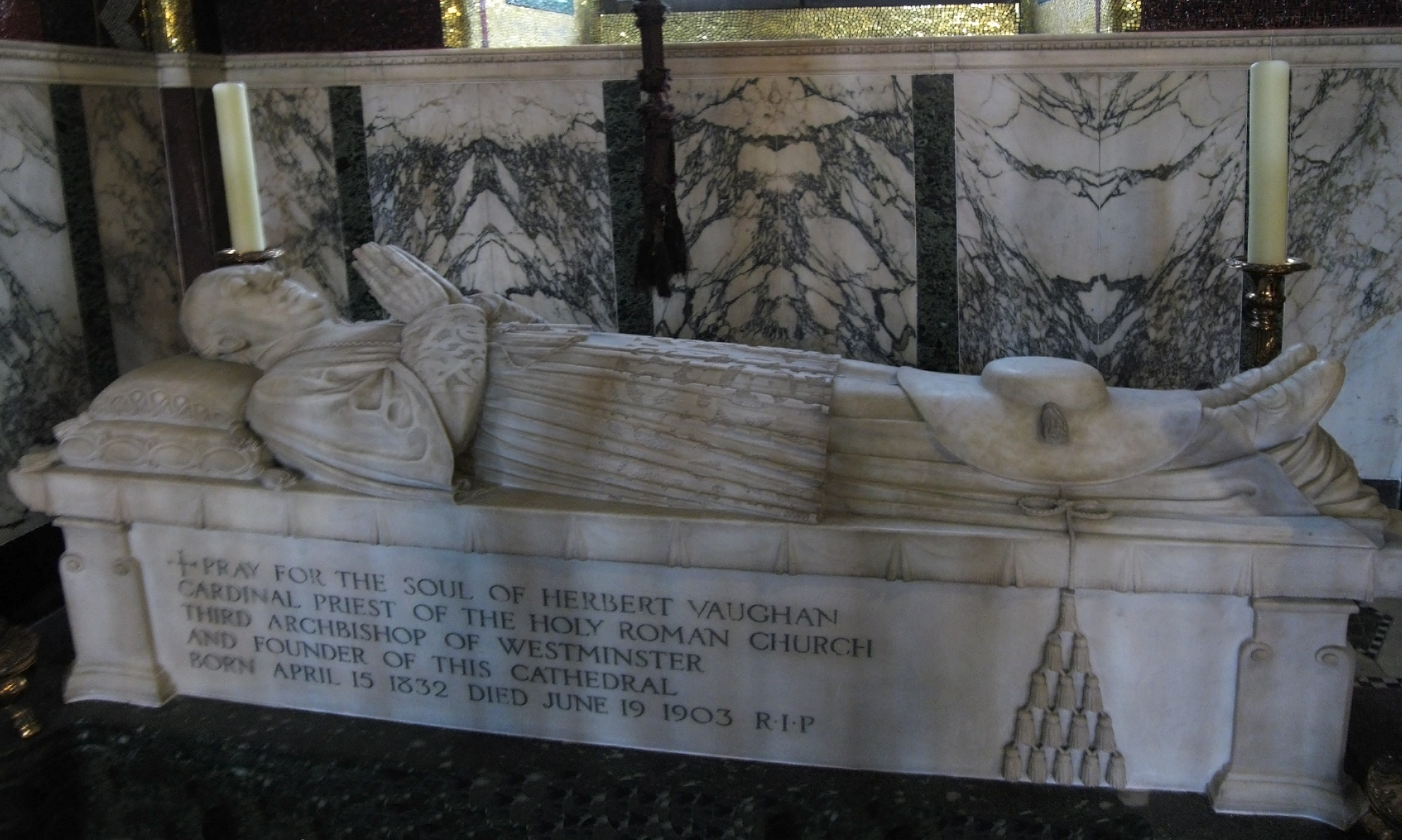
Grabstätte

Kardinal Vaughan starb am 19. Juni 1903 und wurde zunächst im Kolleg zum hl. Joseph in Mill Hill beigesetzt. Am 14. März 2005 wurden seine sterblichen Überreste von Mill Hill in die Kathedrale von Westminster überführt, wo er in der St. Thomas Kapelle seine letzte Ruhestätte fand.

## Schriften (Auswahl)
- A pastoral letter to his flock on the pastoral office and the salvation of souls. Salford 1872.
- A letter on the Prussian persecution and the duties of Catholics in England. Salford 1876.
- The souls in purgatory. A letter. Salford 1876.
- A letter on the Indian famine, and the apostacy in Europe. Manchester 1877.
- Der junge Priester. Konferenzen über das apostolische Leben. Herder, Freiburg im Breisgau 1906.